# Akouménaye
Akouménaye (aussi nommé : Yawakumenay) était un village Amérindien de la tribu Wayampi au sud-est de la Guyane, sur la commune de Camopi, près de la frontière avec le Brésil. Le village a été créé en 1946 près d'Alicoto par les villageois de Tacouné.
En 1949, le village comptait 8 habitants. Le chef du village était Paul Ilpe Alassouka. En 1960, le village est abandonné.